# Bulbophyllum microdendron
Bulbophyllum microdendron là một loài phong lan thuộc chi Bulbophyllum.